# ليمان ر. كيسي
ليمان ر. كيسي (بالإنجليزية: Lyman R. Casey)‏ هو سياسي أمريكي، ولد في 6 مايو 1837 في الولايات المتحدة، وتوفي في 26 يناير 1914 في واشنطن العاصمة في الولايات المتحدة. حزبياً، نشط في الحزب الجمهوري. وقد انتخب عضو مجلس الشيوخ الأمريكي.